# Allie Bailey
Alexandra „Allie“ Sylvia Bailey (* 24. September 1993) ist eine US-amerikanische Fußballspielerin, die zuletzt in der Saison 2015 bei den Houston Dash in der National Women’s Soccer League unter Vertrag stand.

## Karriere
Während ihres Studiums an der Texas A&M University lief Bailey von 2011 bis 2014 für das dortige Hochschulteam der Texas A&M Aggies auf. Beim College-Draft zur Saison 2015 der NWSL blieb sie zunächst unberücksichtigt, schaffte aber nach einem Probetraining den Sprung in die Mannschaft der Houston Dash. Dort debütierte Bailey am 2. Mai 2015 im Heimspiel gegen den amtierenden Meister FC Kansas City. Am 31. Mai erzielte sie gegen den Sky Blue FC kurz vor Spielende ihr erstes Tor in der NWSL.